# Tāwhiao

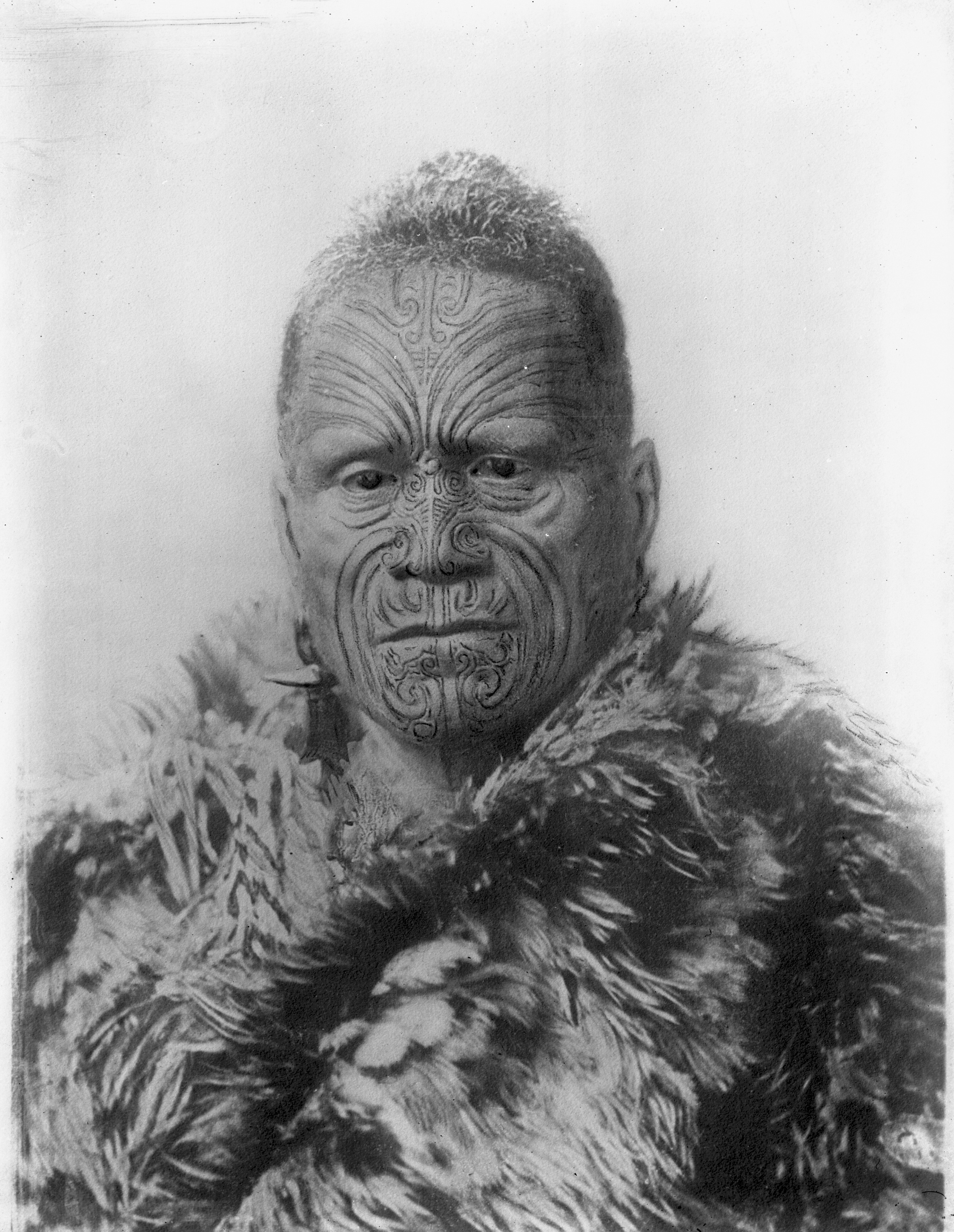
Tāwhiao, zweiter König der Māori (1860–1894)

Tāwhiao (* 1822 oder 1825 in Ōrongokoekoeā, Neuseeland; † 26. August 1894 in Pārāwera, Neuseeland) war Häuptling der Māori-Iwi in der Region Waikato und der zweite König der Māori in Neuseeland von 1860 bis 1894.

## Leben
Sein Vater König Pōtatau Te Wherowhero starb am 25. Juni 1860 in Ngaruawahia. Nach seinem Tode wurde Tāwhiao zum König gewählt.
In seine Zeit als König fallen die Neuseelandkriege, eine Serie von Kämpfen zwischen den Māori, den ersten Besiedlern Neuseelands, und den europäischen Siedlern, auch Pākehā genannt, die bis 1872 in Neuseeland geführt wurden. Das Ende des Waikato-Krieges hatte dabei die fast vollständige Enteignung allen Māori-Landes zur Folge. Nach 1872 galten die Kriege zwischen der Kolonialregierung und den einheimischen Māori zunächst als beendet. 1881 kehrte der König mit seinem Gefolge zurück nach Waikato.
Unter Berufung auf den 1840 unterzeichneten Treaty of Waitangi versuchte Tāwhiao im Jahr 1884, Königin Victoria eine Petition vorzulegen, die vorsah, ein eigenes Māori-Parlament in Neuseeland zu schaffen. Sein Wunsch, die Königin zu treffen, wurde zurückgewiesen und er trat stattdessen dem damaligen Vorsitzenden des Colonial Office, Edward Henry Stanley, 15. Earl of Derby gegenüber. Dieser übergab die Bitte jedoch an das neuseeländische Parlament, wo sie verworfen wurde.
Tāwhiao starb am 26. August 1894 in Pārāwera, Neuseeland. Sein Nachfolger als König wurde sein Sohn Mahuta Tāwhiao.